# Mesothorax
Der Mesothorax (abgeleitet vom griechischen mesos für „mitten“ und thorax für „Brustpanzer“) ist das zweite und damit mittlere Segment des Brustbereiches (Thorax) der Insekten. Ihm folgt der Metathorax, vor ihm liegt der Prothorax. Alle Thoraxsegmente der Insekten tragen jeweils ein Beinpaar. Beim Mesothorax sind dies die Mittelbeine. Außerdem trägt der Mesothorax das erste Flügelpaar (Vorderflügel) bei den Fluginsekten. Die Flügel können jedoch auch fehlen.

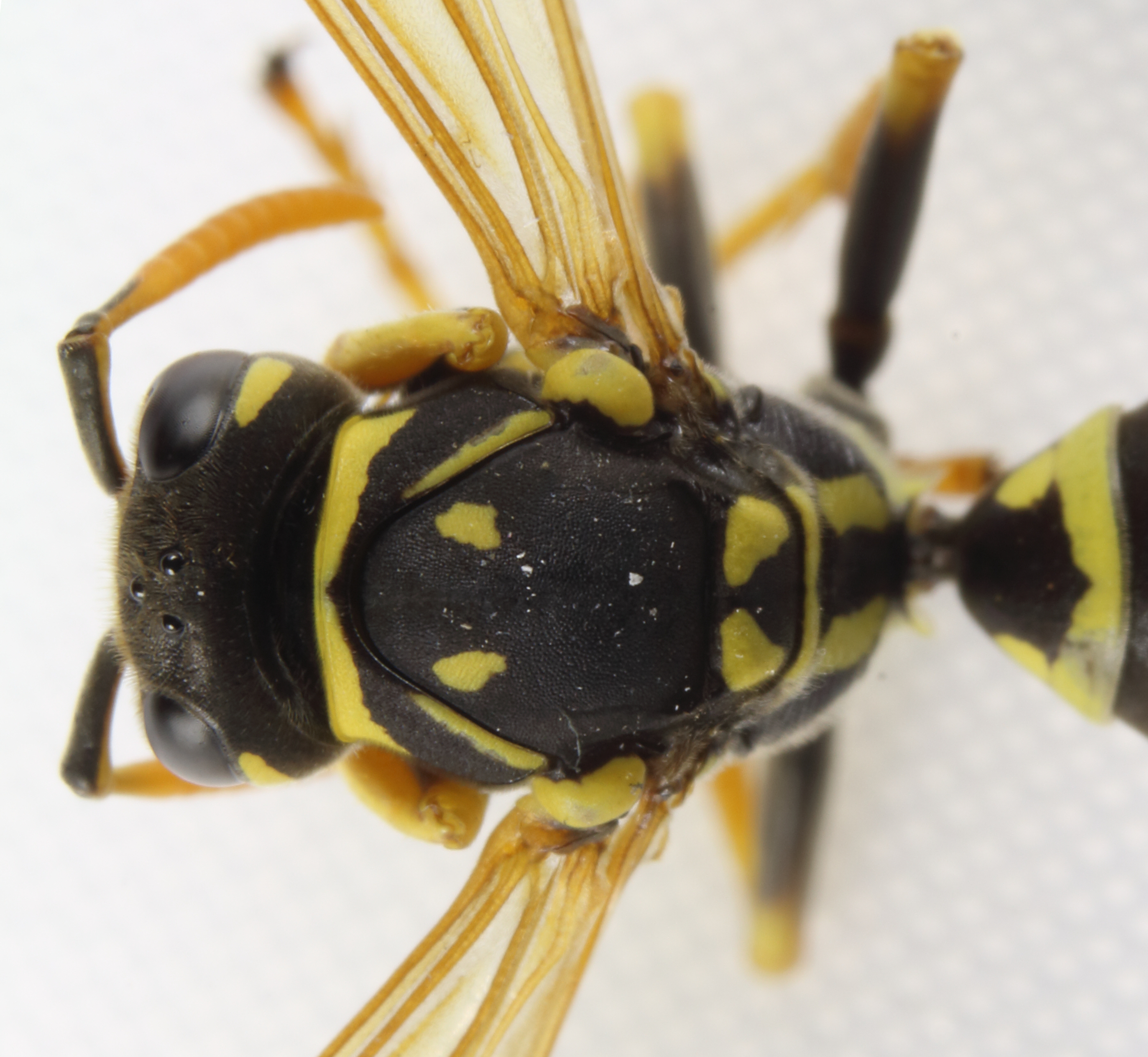
Thorax eines Hautflügler (Gallische Feldwespe) von oben (dorsal). Der große Tergit mittig im Bild, zwischen den Flügeln, ist das Mesoskutum

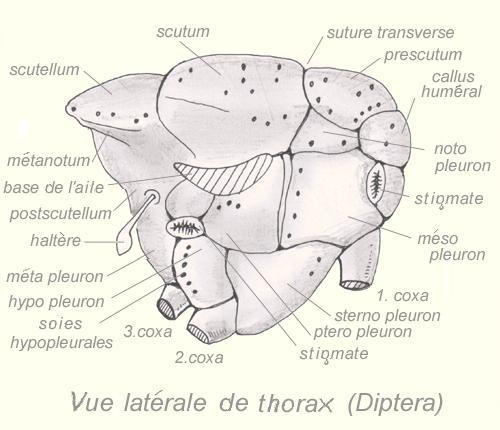
Seitenansicht des Thorax eines Zweiflüglers. Der Mesothorax ist der größte Abschnitt, oben (dorsal) mit den Unterabschnitten Prescutum (Mesopräskutum), Scutum (Mesoskutum) und Scutellum (Mesoskutellum)

Die beiden hinteren Thoraxsegmente werden bei den geflügelten Insekten oft zum Pterothorax zusammengefasst (nach griechisch pteron: „Flügel, Feder, Flosse“). Die durch Nähte (Suturen) gegeneinander abgesetzten Teile des Exoskeletts im Abschnitt des Mesothorax, allgemein als Sklerite bezeichnet, tragen jeweils besondere Namen, diese Bezeichnungen sind zum Beispiel zur präzisen Ansprache bei der Bestimmung von Bedeutung. Allgemein sind die Sklerite des Pterothorax miteinander zu einer geschlossenen, unbeweglich miteinander verbundenen Struktur verwachsen, sodass den Flügeln und der antreibenden Flugmuskulatur ausreichend Stabilität gegeben ist. Der vordere Rumpfabschnitt (Prothorax) kann ebenfalls verbunden sein, ist meist aber durch eine gelenkige, bewegliche Verbindung abgesetzt; in diesem Fall ist der Rumpf in sich etwas beweglich, die Teile können zum Beispiel in gewissem Maß gegeneinander verdreht werden.
Wie bei anderen Abschnitten auch, wird das nach oben begrenzende Sklerit Tergum, das bauchseitige, meist zwischen den Beinen gelegene Sternum und die seitlichen Platten rechts und links des Körpers Pleura genannt, in diesem Falle also Mesotergum, Mesosternum, Mesopleura. Abgetrennte, durch Nähte begrenzte Abschnitte davon heißen jeweils Tergite, Sternite und Pleurite (öfters werden, in etwas unscharfem Sprachgebrauch, die Begriffe Tergum/Tergit usw. aber gleichbedeutend (synonym) gebraucht). Für die Tergite ist der synonyme Ausdruck Nota (Singular: Notum) verbreitet, im Falle des Mesothorax also Mesonotum. Bei Ansicht von oben ist das Mesotergum (oder Mesonotum) meist in drei, hintereinander liegende Abschnitte geteilt, die als Mesopräskutum, Mesoskutum und Mesoskutellum bezeichnet werden. Ihre Größe kann, je nach Insektenordnung, stark unterschiedlich sein, meist ist aber das Mesoskutum weitaus größer als die anderen. Das Mesoskutellum ist bei geflügelten Insekten oft der einzige offen sichtbare Sklerit des Pterothrax, wenn die Flügel in Ruhelage auf dem Rücken liegen, daher wird es bei vielen Insektenordnungen, zum Beispiel den Käfern, meist einfach Scutellum genannt.

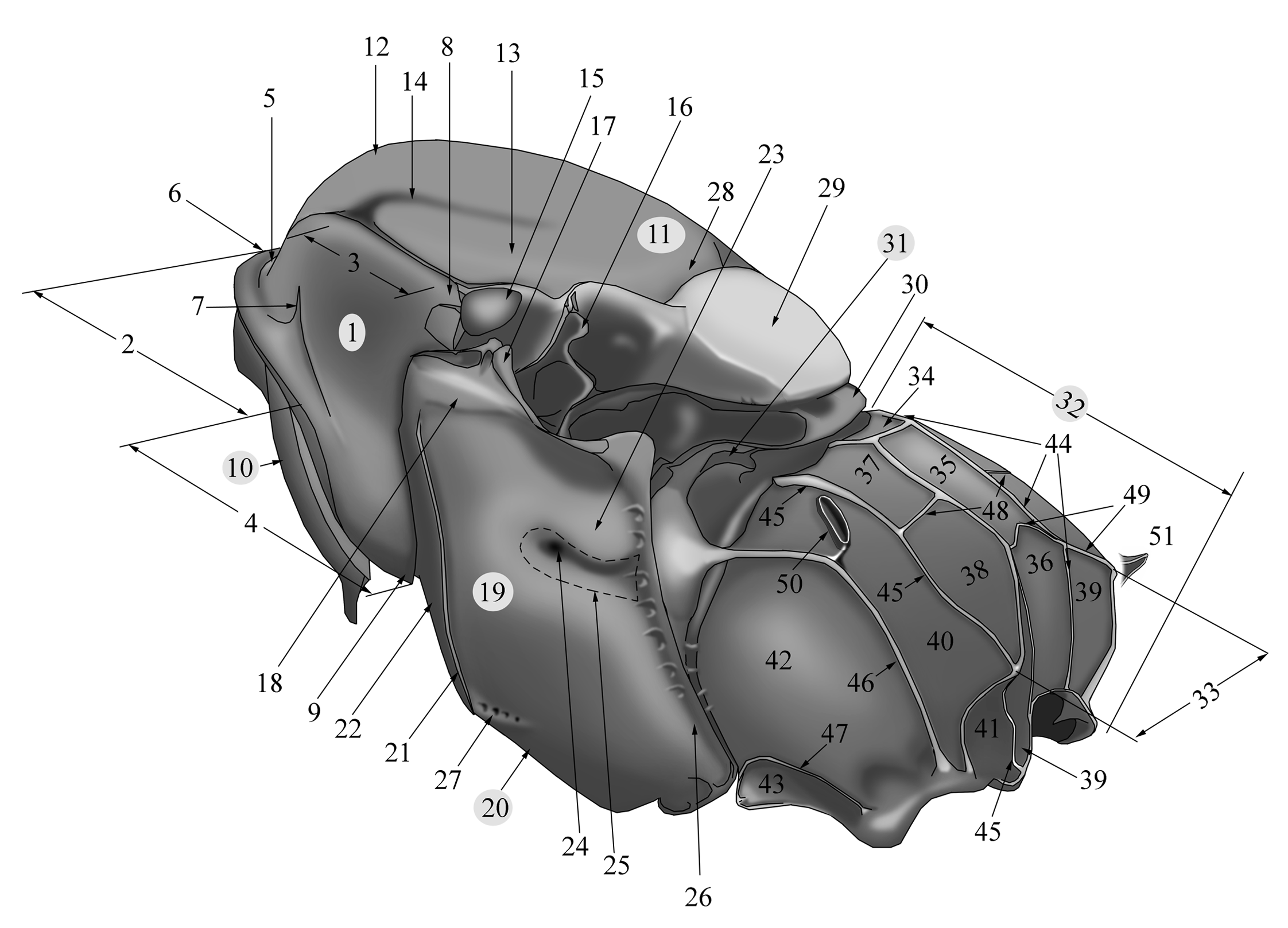
Morphologie des Rumpfabschnitts (Thorax und Propodeum) einer Schlupfwespe. Nr. 11: Mesonotum, Nr. 19 Mesopleurum, Nr. 15 Tegula (Flügelschüppchen)

Das Mesosternum ist meist eine ungeteilte Platte. Es kommen mannigfaltige Umbildungen vor. So ist bei den Hautflüglern das Mesosternum ins Körperinnere verlagert und meist unsichtbar, der sichtbare untere Abschluss des Mesothorax wird hier mit von den Seitenabschnitten oder Pleuren gebildet. Die Pleuren des Rumpfabschnitts sind meist komplizierter gegliedert, da hier das Beingelenk mit dem Grundglied des Insektenbeins, der Coxa oder Hüfte, sitzt. Meist teilt ein auffallende Naht, die Pleuralsutur, die zwischen dem Flügelgelenk und der Einlenkung der Coxa verläuft, den Abschnitt in zwei Teile. Der, meist größere, Abschnitt davor wird Episternum, der, meist kleinere, dahinter Epimeron genannt, hier also Mesepisternum und Mesepimeron. Die kleineren Sklerite besitzen, je nach Ordnung, verschiedene Namen. Dabei können auch Teile der Coxen unbeweglich mit dem Rumpfabschnitt verschmolzen sein und  so Rumpfsklerite vortäuschen. Für einzelne Sklerite und erkennbare Strukturen von diesen gibt es eine reiche Spezial-Nomenklatur, die zudem zwischen verschiedenen Insekten-Ordnungen und verschiedenen Bearbeitern nicht standardisiert ist. So unterscheiden Hymenopterologen (d. h. auf das Studium der Hautflügler spezialisierte Entomologen) einen vorderen Teil des Mesepimerons, der durch einen Kiel gegenüber dem größeren posterioren Teil abgegrenzt ist, dieser wird von verschiedenen Autoren entweder Epicnemium oder Prepectus (auch Präpectus) genannt. Die trennende Struktur ist der epicnemiale Sulcus (Furche) oder Carina (Kiel). Der Prepectus kann, je nach Gruppe, nur ein so abgegrenztes Feld oder ein eigenständiger, abgetrennter Sklerit sein. Ob die verschiedenen gleich bezeichneten Strukturen bei verschiedenen Gruppen untereinander homolog sind, ist teilweise umstritten.
Die Größe der beiden Segmente des Pterothorax gegeneinander korreliert meist mit der Flügelgröße. Bei Fluginsekten, bei denen die Vorderflügel merklich größer sind und am stärksten zum Flug beitragen, ist der Mesothorax fast immer viel größer als der Metathorax.

## Belege
1. 1 2 3  Metathorax. In: Herder-Lexikon der Biologie. CD-ROM, Spektrum Akademischer Verlag, Heidelberg 2003, ISBN 3-8274-0354-5.
2. 1 2  David H. Headrick & Gordon Gordh: Anatomy: Head, Thorax, Abdomen, and Genitalia. In Vincent H. Resh & Ring T. Cardé (editors): Encyclopedia of Insects. Academic Press (Elsevier), Amsterdam usw., 2003. ISBN 0-12-586990-8
3. ↑  Goulet H & Huber JT: Hymenoptera of the world: An identification guide to families. Centre for Land and Biological Resources Research, Ottawa 1993, ISBN 0-660-14933-8
4. ↑  Ichneumonid Morphology. American Entomological Institute 2002.